# Lepidodexia mendax
Lepidodexia mendax är en tvåvingeart som beskrevs av Guilherme A.M.Lopes 1992. Lepidodexia mendax ingår i släktet Lepidodexia och familjen köttflugor.
Artens utbredningsområde är Ecuador. Inga underarter finns listade i Catalogue of Life.